# Emil Leon Post
Emil Leon Post (ur. 11 lutego 1897 w Augustowie, zm. 21 kwietnia 1954 w Nowym Jorku) – amerykański matematyk i logik żydowskiego pochodzenia, urodzony na terenie dzisiejszej Polski.

## Życiorys
Post urodził się w żydowskiej rodzinie. Ojciec, Arnold J. Post w 1897 na zaproszenie brata wyjechał do Stanów Zjednoczonych. W maju 1904 roku do Ameryki wraz z synem Emilem i dwoma córkami, Anną i Ethel, przybyła żona Arnolda, Pear. Zamieszkali w Harlemie. Emil Post jako dwunastolatek stracił lewą rękę.
Po obronie doktoratu z matematyki na Uniwersytecie Columbia w 1920 roku, poszedł na studia podoktoranckie na Uniwersytecie w Princeton.  Podczas pobytu w Princeton był bardzo bliski odkrycia, że system przedstawiony w Principia mathematica Russella i Whiteheada jest niezupełny, co zostało udowodnione dopiero przez Kurta Gödla w 1931. Post pracował później w Nowym Jorku jako nauczyciel matematyki w szkole średniej. Od 1936 aż do śmierci pracował w City College of New York.
W 1921 roku objawiła się u niego choroba maniakalno-depresyjna. Po drugim ataku choroby przestał nauczać na Cornell University i w latach dwudziestych XX w. utrzymywał się nauczając w George Washington High School w Nowym Jorku.
W 1929 roku ożenił się z Gertrudą Singer. Żona wspomagała go przy maszynopisaniu artykułów i listów oraz zajęła się stroną materialną życia. Ich jedyne dziecko to córka Phyllis Goodman. 
W swojej pracy doktorskiej pisanej na Columbia University Post udowodnił, że rachunek zdań z Principia mathemathica jest zupełny, to znaczy, że w systemie złożonym z aksjomatów podanych w Principiach oraz reguł podstawiania i modus ponens wszystkie tautologie są twierdzeniami. Niezależnie od Wittgensteina i Charlesa Sandersa Peirce’a Post wymyślił i wykorzystywał tablice prawdy. Najbardziej jest jednak znany ze swoich osiągnięć w teorii rekursji.
Cały czas zmagał się ze swoją maniakalno-depresyjną chorobą. W 1954 roku uległ ponownie nawrotom ataków. W kwietniu 1954 roku umarł na atak serca po leczeniu elektrowstrząsami w szpitalu dla umysłowo chorych w Nowym Jorku. Jego żona Gertrude Singer Post (ur. 1900) zmarła w dwa lata później.
Od 1918 roku Post był członkiem American Mathematical Society, a od 1936 roku członkiem Association for Symbolic Logic. 

## Teoria rekursji
W 1936, niezależnie od Alana Turinga (twórcy maszyny Turinga), zaproponował abstrakcyjny model obliczeń, nazwany „maszyną Posta”.
Sformułował tzw. problem odpowiedniości Posta oraz tzw. problem Posta (czy istnieje nieobliczalny, rekurencyjnie przeliczalny zbiór o stopniu Turinga mniejszym niż stopień problemu stopu). Problem Posta znalazł pozytywne rozwiązanie w latach 50.

## Publikacje
- 1936, „Finite Combinatory Processes – Formulation 1”, Journal of Symbolic Logic 1: s. 103–105.
- 1943, „Formal Reductions of the General Combinatorial Decision Problem”, American Journal of Mathematics 65: s. 197–215.
- 1944, „Recursively enumerable sets of positive integers and their decision problems”, Bulletin of the American Mathematical Society 50: s. 284–316. Wprowadza ważne pojęcie redukcji many-one.